# Battaglia di Fossalta
La battaglia di Fossalta, svoltasi nel 1249, fu lo scontro tra lo svevo re Enzo e l'esercito del Comune di Bologna.

## La battaglia
Il 25 maggio 1249, nella piccola località di Fossalta presso le sponde del Torrente Tiepido, avvenne uno scontro storico tra gli schieramenti dei guelfi di Bologna e le forze dei ghibellini di Modena e Cremona unite alle truppe imperiali di Enzo, Re di Sardegna e Riccardo, vicario imperiale della Marca anconitana e della Romagna, figli naturali dell'imperatore Federico II Hohenstaufen. Nel pomeriggio il giovane re attaccò un gruppo di bolognesi intenti a costruire un ponte sul Panaro per farvi passare carri e macchine d'assedio essendo il Ponte di Sant'Ambrogio difeso dai templari modenesi.
Il grosso delle truppe bolognesi, vedendo il massacro delle avanguardie, guadò il fiume cogliendo le truppe imperiali sui fianchi e a re Enzo non rimase altro da fare se non ordinare la ritirata del grosso delle truppe verso Modena; essendo il torrente Tiepido ingrossato, la cavalleria Ghibellina non riuscì a manovrare e dovette fuggire disordinatamente verso la città. Il sovrano rimase con i suoi cavalieri a coprire la ritirata delle truppe.
Dalla furibonda battaglia uscirono vincitori i bolognesi, capeggiati da Filippo degli Ugoni, che non si fecero scappare la succulenta occasione: catturarono Enzo e lo portarono in città, tenendolo come prigioniero (seppur di riguardo) in uno degli edifici che da lui tuttora ne conserva il nome, Palazzo Re Enzo; ancora peggiore fu la sorte di Riccardo che, una volta catturato presso Modena, venne immediatamente ucciso.
Sotto le insegne guelfe del comune di Bologna, parteciparono alla battaglia anche miles della Società d’Armi dei Lombardi, della società dei Toschi, della società della Stella e della società dei Beccai. Dopo la battaglia i guelfi modenesi tornarono in città e presero il potere, tra essi vi era il vescovo di Modena Alberto Boschetti. Nell'ottobre seguente i bolognesi posero l'assedio a Modena che venne difesa dal vescovo il quale riuscì tramite la mediazione del papa ad ottenere gli accordi di pace nel dicembre 1249.

## La prigionia di Re Enzo
Quella funesta battaglia a Fossalta ad Enzo costò molto cara: non riottenne più la libertà, nonostante le ripetute minacce del padre Federico II nei confronti dei bolognesi. Di questo ci rimane l'epistolario diplomatico fra la cancelleria imperiale e Bologna, la quale alle richieste dell'imperatore rispose con orgoglio civico:
(Riportata in: Jean Louis Alphonse Huillard-Bréholles, Historia diplomatica Frederici secundi, VI, 2, pp. 738-739.)
I bolognesi trattarono Enzo molto onorevolmente, consentendogli di ricevere visite, avere servitori e relazioni femminili, non gli concessero però mai di uscire dalle sue stanze. Alla sua morte, nel 1272, gli furono dedicate solenni onoranze funebri e fu seppellito nella Basilica di San Domenico della stessa città che l'aveva tenuto prigioniero per ventitré lunghi anni.